# Iwaniszki (rejon wołożyński)
Iwaniszki (biał. Іванішкі; ros. Иванишки) − wieś na Białorusi, w obwodzie mińskim, w rejonie wołożyńskim, w sielsowiecie Wiszniew.

## Historia
W czasach zaborów w gminie Holszany, w powiecie oszmiańskim, w guberni wileńskiej Imperium Rosyjskiego.  W 1905 roku liczył 26 mieszkańców, 20 dziesięcin.
W latach 1921–1945 zaścianek leżał w Polsce, w województwie wileńskim, w powiecie oszmiańskim, w gminie Holszany.
W 1931 w 8 domach zamieszkiwało 49 osób.
Wierni należeli do parafii rzymskokatolickiej w Bohdanowie i prawosławnej w Mościszczach. Miejscowość podlegała pod Sąd Grodzki w Holszanach i Okręgowy w Wilnie; właściwy urząd pocztowy mieścił się w Bohdanowie.